# Landhaus Khuner

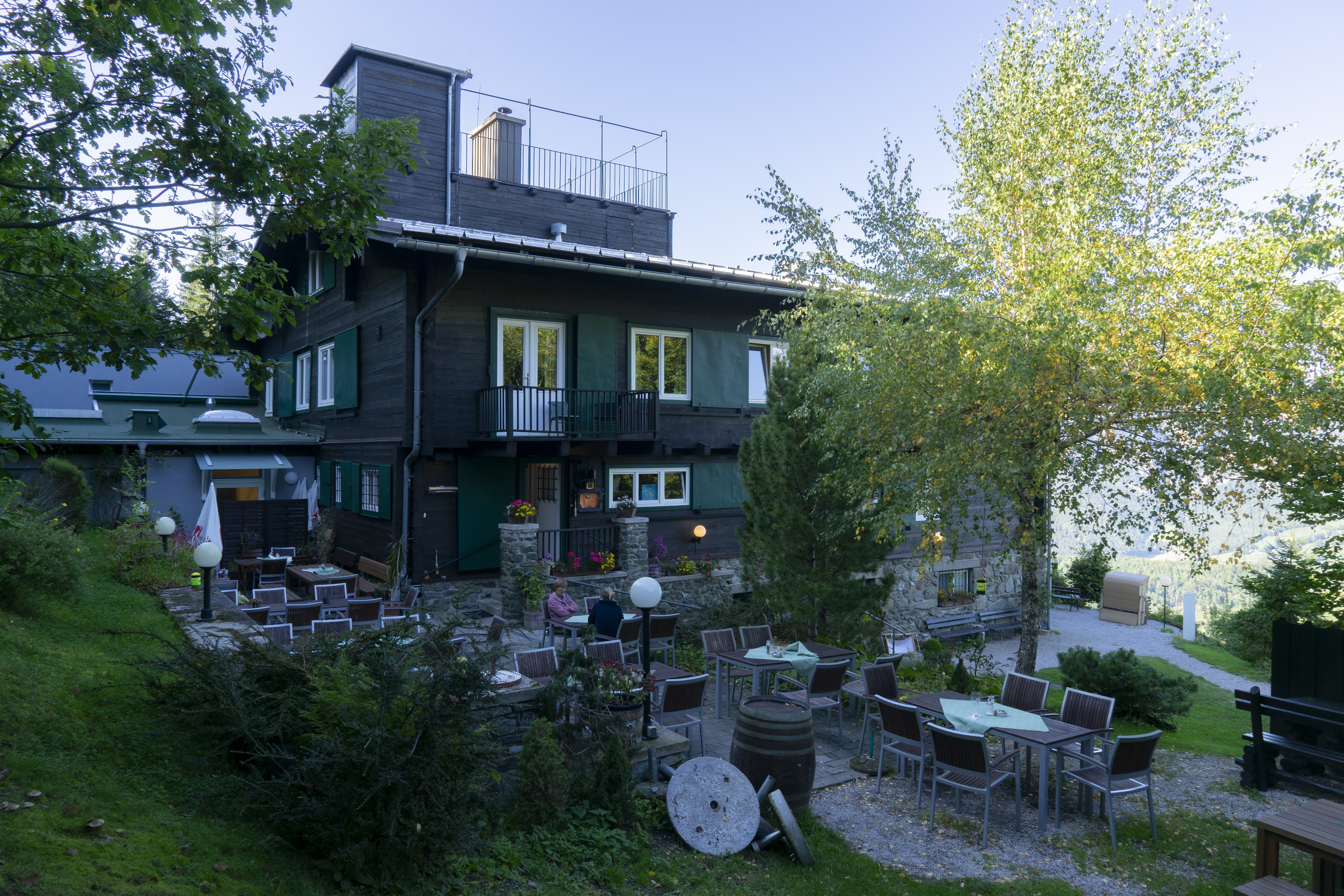
Landhaus Khuner von Südosten

Das Landhaus Khuner in Kreuzberg in der Gemeinde Payerbach (Niederösterreich) ist ein Landhaus, das Ende der 1920er Jahre für den Lebensmittelfabrikanten Paul Khuner nach Plänen des Architekten Adolf Loos in Zusammenarbeit mit Heinrich Kulka errichtet wurde. Nach dem berühmten Architekten Loos wird das Gebäude auch als Looshaus bezeichnet.
Das Gebäude steht unter Denkmalschutz (Listeneintrag).

## Geschichte
Adolf Loos hatte schon 1907 die Wohnung des Industriellen Paul Khuner eingerichtet. Ende der 1920er Jahre beauftragte Khuner den inzwischen renommierten Architekten mit der Planung eines Landhauses am nördlichen Abfall des Kreuzberges 1084 m ü. A. im Semmeringgebiet. Loos erstellte den Entwurf in Zusammenarbeit mit seinem Mitarbeiter Heinrich Kulka, der auch die exakten Baupläne anfertigte, und in zahlreichen Detailbesprechungen mit dem Bauherren Khuner. Die Bauarbeiten wurden unter Kulkas Bauaufsicht durch den Reichenauer Baumeister Alexander Seebacher in den Jahren 1928/29 durchgeführt; die Fertigstellung erfolgte 1930.
Paul Khuner verstarb schon 1932. Das Landhaus gelangte zunächst an die Industriellenfamilie Schicht, wurde nach dem „Anschluss Österreichs“ arisiert und diente während des Zweiten Weltkriegs als Soldaten- und Erholungsheim. Nach dem Krieg kam es an die Teerag-Asdag AG, ehe es 1959 von Ilse Wurdack ersteigert und zu einem Hotel und Restaurant unter der Bezeichnung „Alpenhof“ umgestaltet wurde. Heute (2020) führen den Betrieb ihre Enkel Hanna Sehn (geb. Steiner) und Nobert Steiner. Nach eigenem Bekunden legen sie Wert auf die Erhaltung des Originalzustandes des seit 1963 denkmalgeschützten Gebäudes und seiner Einrichtung.

## Baubeschreibung

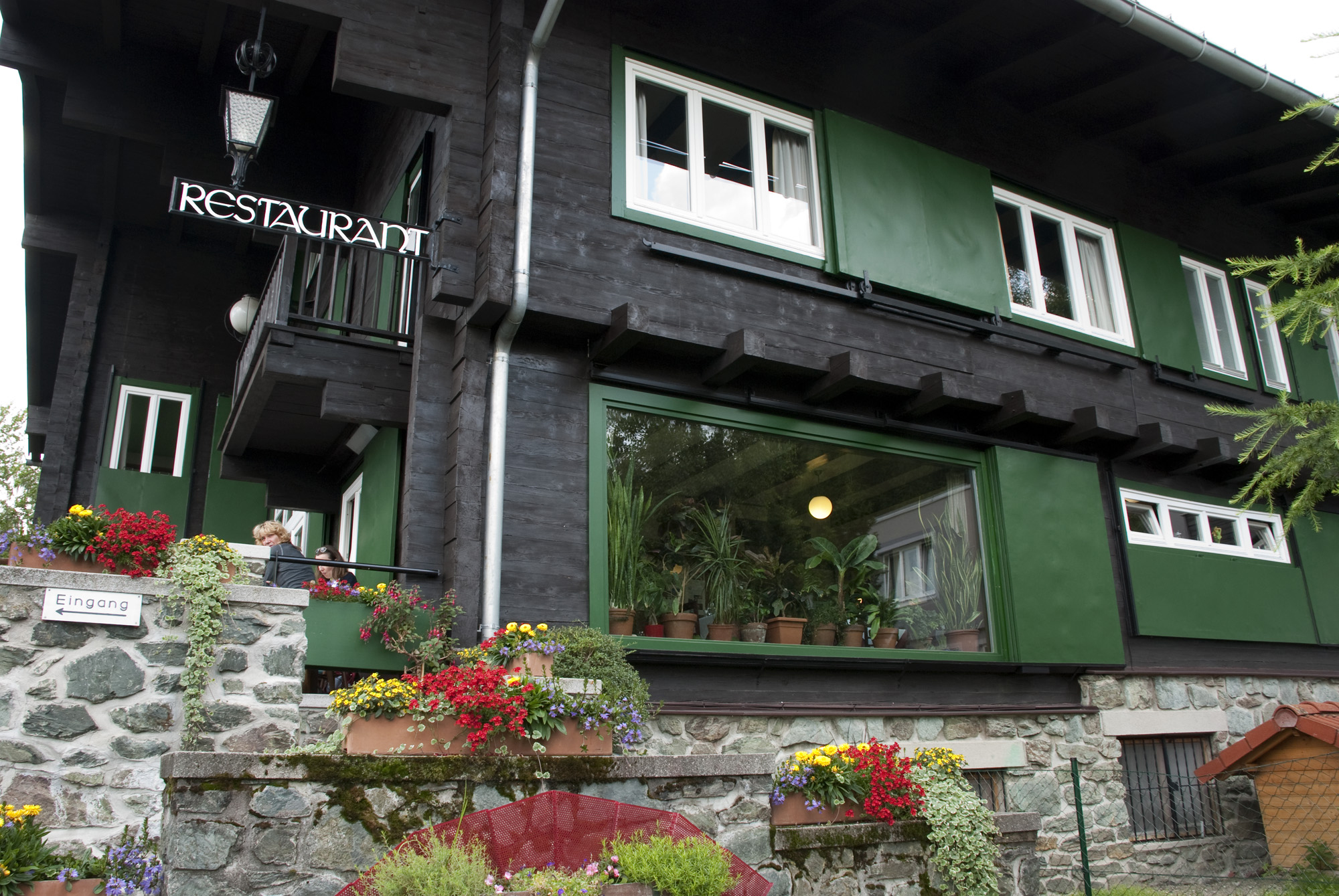
Westfassade

Das Landhaus ist an einem nach Nordosten geneigten Hang errichtet. Auf einem Bruchsteinsockel steht ein dekorloser kompakter zweigeschoßiger Kantblockbau (es handelt sich um Loos’ einzigen Blockbau). Das mäßig geneigte Satteldach ist mit Zinkblech gedeckt und ragt weit über die talseitig gelegene Sonnenterrasse vor. Die Fenster weisen unterschiedliche Dimensionen auf und sind mit Fensterläden versehen, die auf horizontalen bzw. vertikalen Schienen verschoben werden können.

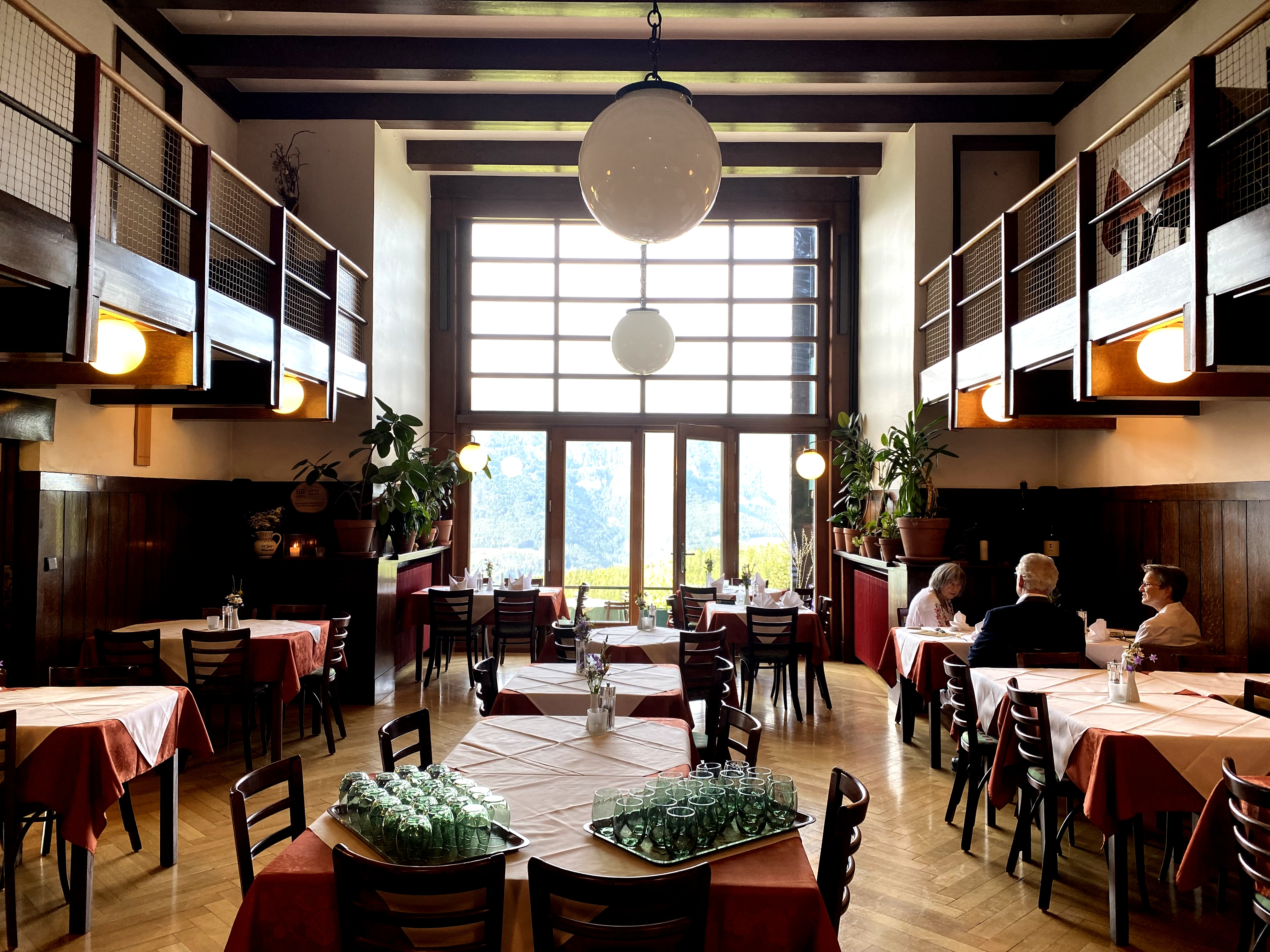
Zentrale Halle

Den Innenraum dominiert eine zentrale, über zwei Geschoße reichende Halle, von der eine große Fensterfront einen weiten Ausblick über das Tal der Schwarza bis zum Schneeberg bietet. An der Rückseite ist eine Sitznische mit einem offenen Kamin eingerichtet. Eine an drei Seiten umlaufende Galerie erschließt die im ersten Stock gelegenen Zimmer.
Die ebenfalls von Loos entworfene Einrichtung der einzelnen Zimmer mit teilweise eingebautem Mobiliar ist weitgehend im Urzustand und in originaler Farbgebung erhalten.
Unterhalb des Hauses selbst befindet sich am Beginn des Zufahrtsweges von der öffentlichen Straße ein gleichzeitig errichtetes, analog dem Landhaus selbst gestaltetes dreigeschoßiges Gebäude mit flachem Pultdach, das als Garage und Hausmeisterwohnung konzipiert war.

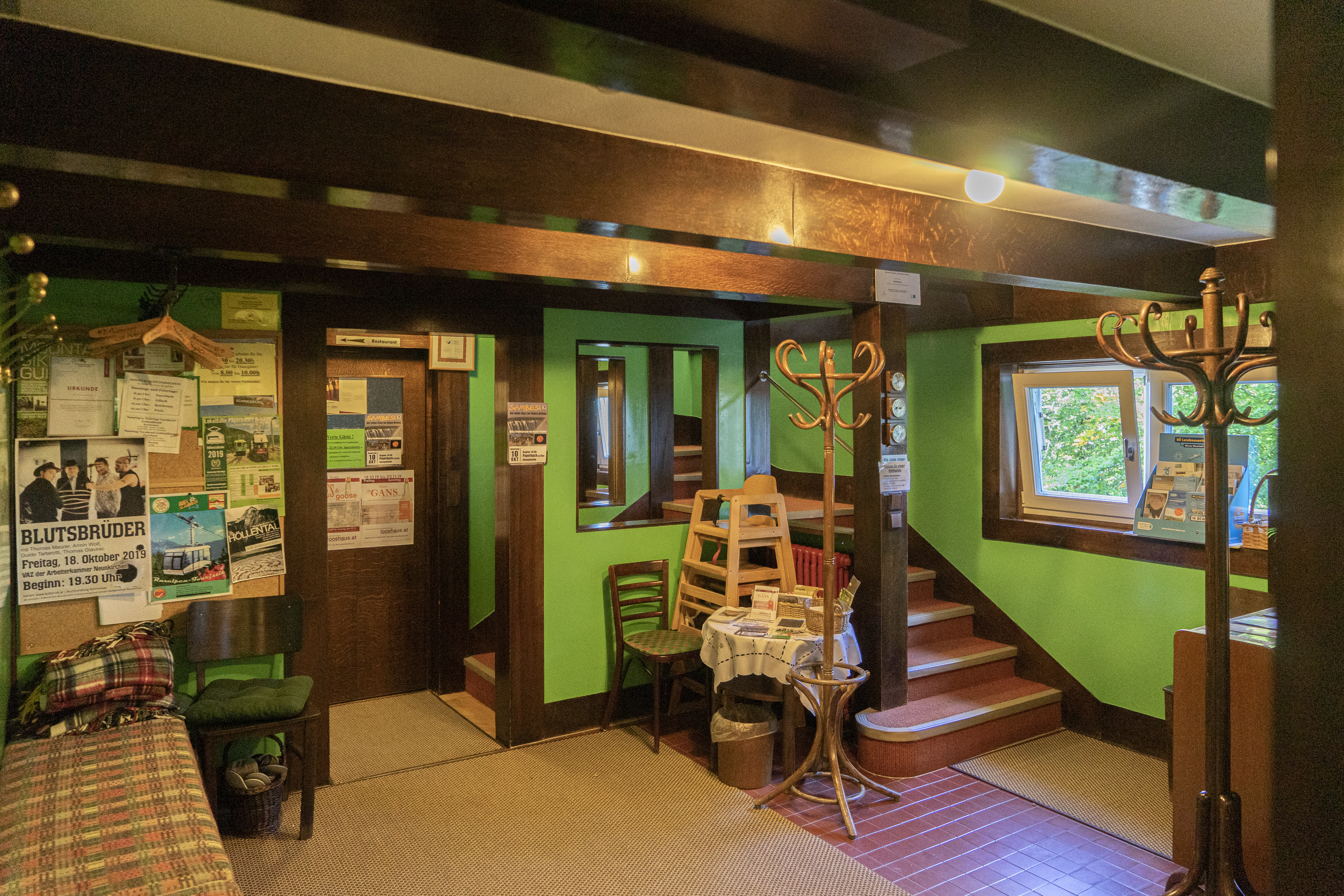
Innenraumgestaltung: Vorraum zur Halle
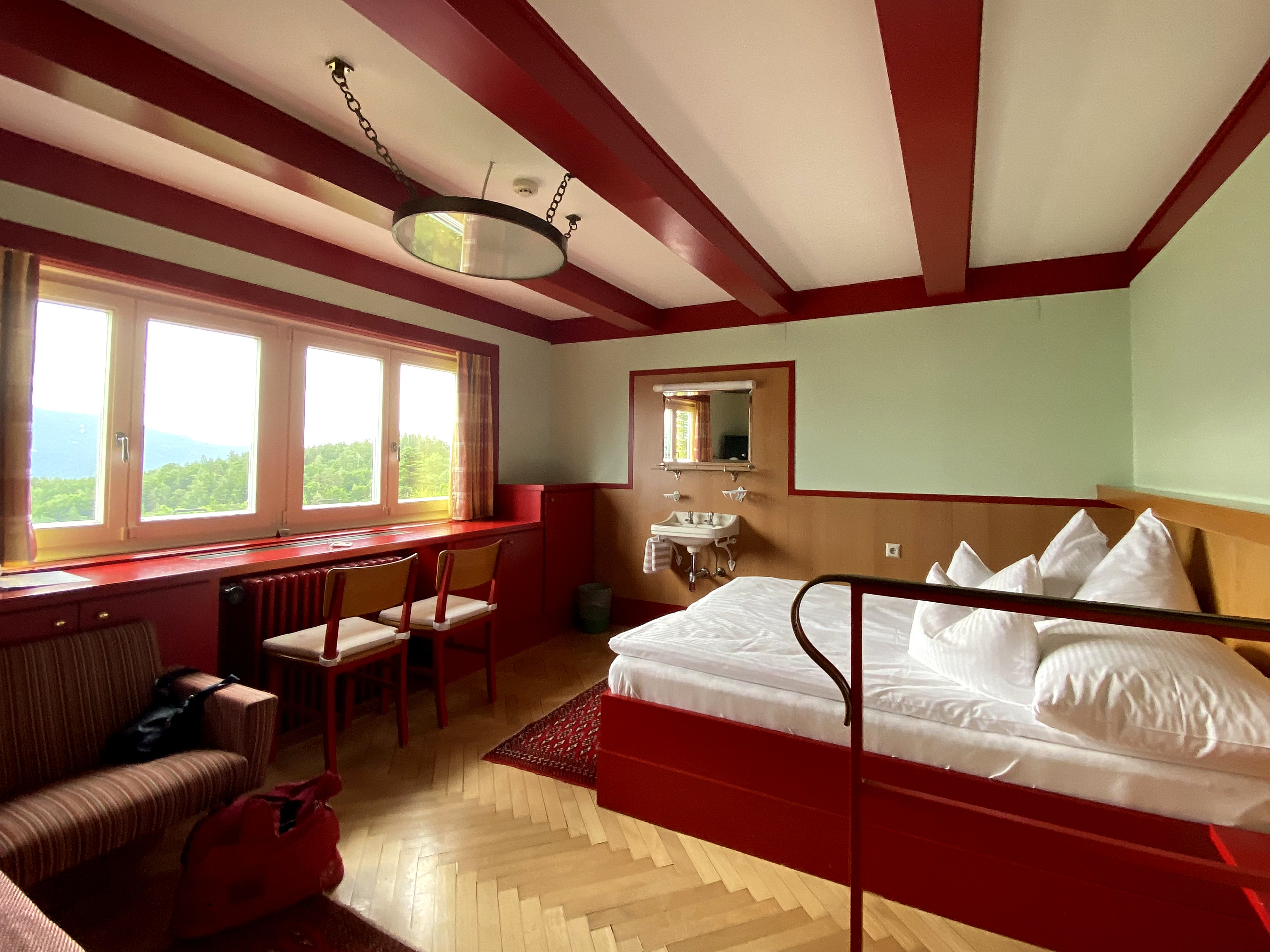
Gästezimmer im Erdgeschoß
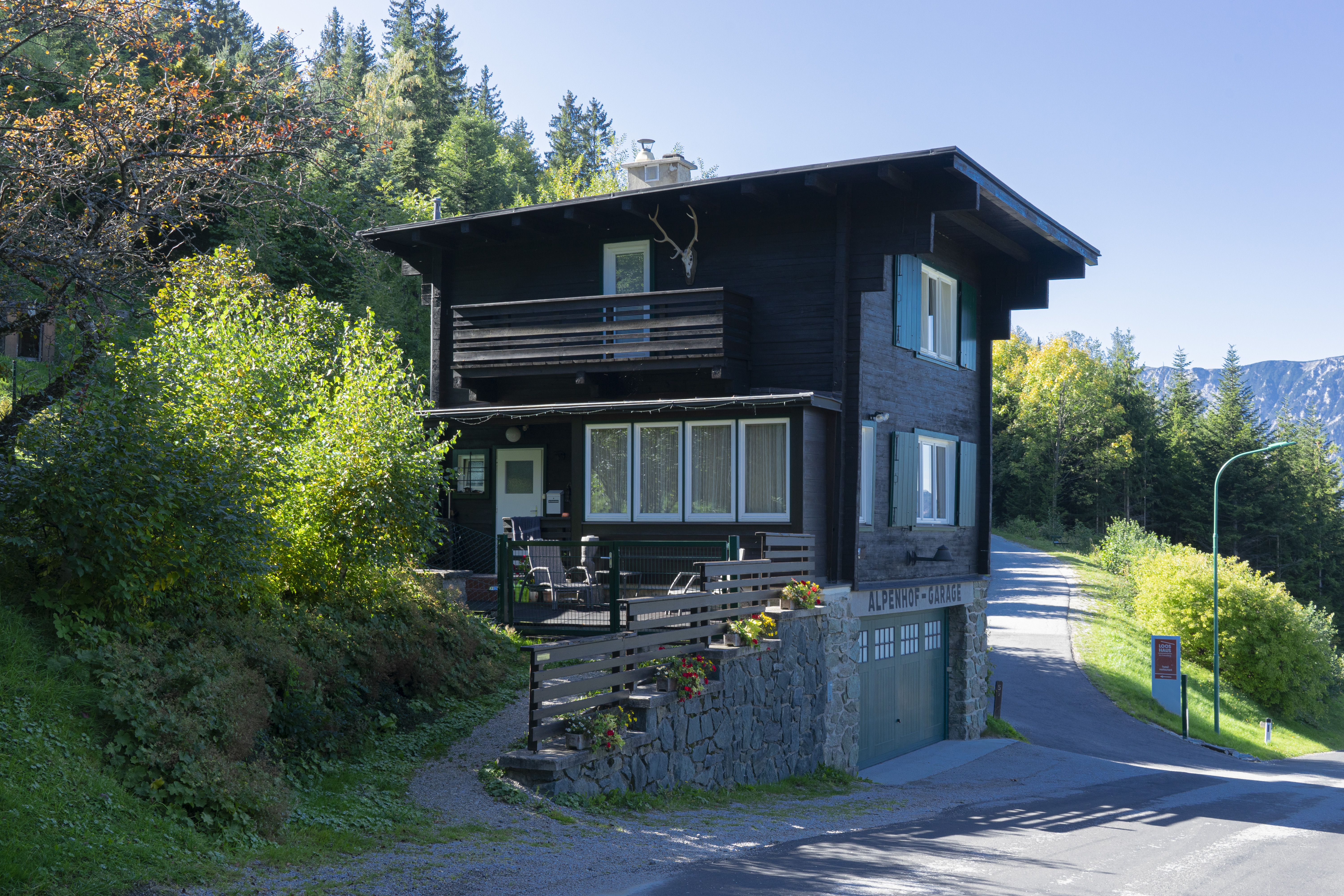
Garagengebäude mit Hausmeisterwohnung